# Валари (Хунедоара)
Валари (рум. Vălari) насеље је у Румунији у округу Хунедоара у општини Топлица. Oпштина се налази на надморској висини од 438 m.

## Становништво
Према подацима из 2002. године у насељу је живело 44 становника, од којих су сви румунске националности.